# گاو دریایی کوتوله
گاو دریایی کوتوله (نام علمی: Trichechus pygmaeus) نام یک گونه از سرده گاو دریایی است.